# Фондација Конрад Аденауер
Фондација Конрад Аденауер немачка је политичка фондација повезана са Хришћанско-демократском унијом Немачке. Седиште фондације се налази у Санкт Аугустину код Бона, као и у Берлину. Има преко 70 канцеларија широм света и присутна је у преко 100 држава. Њен тренутни председник је Норберт Ламерт. Године 2015. нашла се на 15. месту труста мозгова.